# Bandera de Sant Vicenç de Castellet
La bandera oficial de Sant Vicenç de Castellet té la següent descripció:
Bandera apaïsada, de proporcions dos d'alt per tres de llarg, blanca, amb el castell verd fosc, de porta i finestres blanques de l'escut, d'alçària 27/56 de la del drap i amplària 11/42 de la llargària del mateix drap, posat a 5/56 de la vora superior i a 3/28 de la de l'asta; i amb tres faixes vermelles, cadascuna de gruix igual a 1/28 de l'alçària del drap, separades una de l'altra pel mateix gruix, la de més avall, posada a 1/14 de la vora inferior.
Va ser aprovada el 26 d'abril de 2013 i publicada al DOGC el 15 de maig del mateix any amb el número 6376.